# Marcus Michalski
Marcus Michalski (* 1971 in Ruit auf den Fildern) ist ein deutscher Schauspieler und Sprecher.

## Leben
Michalski absolvierte nach seinem Abitur und anschließendem Zivildienst von 1995 bis 1998 seine Schauspielausbildung am Theater tri-bühne in Stuttgart. Er hatte nach seiner Ausbildung Engagements am Theater tri-bühne (1998–2000) und am Staatstheater Stuttgart (2001–2006).
Zu seinen Bühnenrollen in seiner Stuttgarter Zeit gehörten u. a. Jakov in Die Möwe (1996; Theater tri-bühne), Ruprecht in Der zerbrochne Krug (1997; Theater tri-bühne), Gary in Shoppen & Ficken von Mark Ravenhill (1998; Theater tri-bühne), Benjamin Mandelstam in Die Hose (1998; Theater tri-bühne, Regie: Adriana Altaras), die Titelrolle in Philotas von Lessing (1999; Theater tri-bühne) und Acaste in Der Menschenfeind (2000; Theater tri-bühne). 1998 erhielt er von der Zeitschrift Theater heute eine Nominierung als „Bester Nachwuchsschauspieler“ im Theater Heute-Jahrbuch für seine Darstellung des Gary in Shoppen & Ficken (Regie: Edith Koerber).
Am Staatstheater Stuttgart, wo er mit einem festen Gastvertrag verpflichtet war, spielte er u. a. Picchio in I Furiosi – Die Wütenden von Nanni Balestrini (2001), Paris in Peter Verhelsts Shakespeare-Adaption Romeo und Julia – Studie eines ertrinkenden Körpers (2004) und Raimond in Die Jungfrau von Orleans (2005; Regie: Tina Lanik). Hier arbeitete er u. a. auch mit den Regisseuren Elias Perrig, Marcel Keller und Sebastian Nübling zusammen.
Von 2006 bis 2013 trat Marcus Michalski dann als ständiger Gast wieder am Theater tri-bühne auf. Er spielte u. a. Don Cesar in Die Braut von Messina (2006, Regie: Edith Koerber), Ferdinand in Kabale und Liebe (2007; Regie: Edith Koerber), den Komponisten Adam in Spiel im Schloß von Ferenc Molnár (2007), Kasimir in Kasimir und Karoline (2008, Regie: László Bagossy), Eilif in Mutter Courage und ihre Kinder (2010, Regie: László Bagossy), Major von Tellheim in Minna von Barnhelm (2010), Leonce in Leonce und Lena (2010) und in der Titelrolle des Woyzeck (2013). Seit der Spielzeit 2014/15 ist Marcus Michalski festes Ensemblemitglied an der Württembergischen Landesbühne Esslingen.
Michalski arbeitete auch für Film und Fernsehen. 1999 stand er in der WDR/ARD-Produktion Verlorene Kinder (2000) von Norbert Kückelmann erstmals vor der Kamera; mit dieser Rolle hatte Michalski auch sein Fernsehdebüt. Im SWR-Tatort Bienzle und der Sizilianer (2005) spielte er Simon Groß, den tatverdächtigen Ex-Freund der Verlobten des Mordopfers. In der Kinokomödie Reine Geschmacksache (2007) von Regisseur Ingo Rasper war er der Junior-Chef eines Modeunternehmens für Damenoberbekleidung. In der schwäbischen Heimatfernsehserie Die Kirche bleibt im Dorf (2013–2014) war er in einer durchgehenden Seriennebenrolle zu sehen; er spielte den jungen Dorfbewohner Walter Böhm. Er hatte außerdem Episodenrollen in den Fernsehserien Die Rosenheim-Cops (2009; als Spieleentwickler Hartmut Längsfeld), Heiter bis tödlich: Fuchs und Gans (2012) und SOKO Stuttgart (2014; als tatverdächtiger Hofladenbesitzer Fredi Meuerle). 
Michalski arbeitete umfangreich als Sprecher, u. a. für den SWR, NDR, deutschlandradio und für arte. Er nahm Hörspiele, Kriminalhörspiele (u. a. beim Radio-Tatort), Kinderhörspiele und mehrere Mundarthörspiele auf. Außerdem gab er zahlreiche Lesungen. Als Sänger trat er in dem von ihm selbst zusammengestellten musikalisch-literarischen Solo-Abend „Blumen für Leonard - Songs & Gedichte von Leonard Cohen“ auf.
Michalski lebt in Baden-Württemberg.

## Filmografie (Auswahl)
- 2000: Verlorene Kinder (Fernsehfilm)
- 2001: Caravan (Kurzfilm)
- 2004: I Furiosi – Die Wütenden (Theateraufzeichnung Staatstheater Stuttgart, ZDF-Theaterkanal)
- 2005: Tatort: Bienzle und der Sizilianer (Fernsehreihe)
- 2006: Sturm der Liebe (Fernsehserie)
- 2007: Reine Geschmacksache (Kinofilm)
- 2009: Die Rosenheim-Cops (Fernsehserie; Folge: Tod eines ehrenwerten Mannes)
- 2012: Heiter bis tödlich: Fuchs und Gans (Fernsehserie; Folge: Schatzilein)
- 2013–2014: Die Kirche bleibt im Dorf (Fernsehserie; Seriennebenrolle)
- 2014: SOKO Stuttgart (Fernsehserie; Folge: Herrgottsbescheißerle)
- 2019: Die Bestatterin – Der Tod zahlt alle Schulden (Fernsehfilm)